# Kalzium
Kalzium  (Alemán para: Calcium) es una aplicación que brinda una tabla periódica de los elementos para el entorno de escritorio KDE.
Se trata de un paquete de software publicado bajo licencia GNU.

## Características
Contiene información sobre 111 elementos químicos, incluyendo masa, carga, imagen, información sobre el descubrimiento, datos químicos y energéticos (como electronegatividad y radio atómico), y un modelo del átomo. La tabla misma puede ser configurada para mostrar numeración, estados de materia, y codificación de color de varias maneras. Además, hay disponible un índice de fecha, permitiendo que se muestren sólo los elementos descubiertos hasta un año definido.
Asimismo, la posibilidad de visualizar la Tabla periódica de los elementos en su extensión, proporciona herramientas que permiten obtener información sobre riesgos de cada elemento e instrucciones de seguridad, calculadora de masa molecular, tabla de isótopos, editor molecular 3D, visualización del espectro de líneas de los elementos.
Es viable además, realizar con el software conversión de archivos a formatos utilizados por otros programas de química computacional.

## Etimología
Su nombre deriva de la palabra Calcium usada en alemán para denominar al Calcio. Esto se debe a que el desarrollador, Carsten Niehaus, es alemán.